# Tricholoma ustaloides

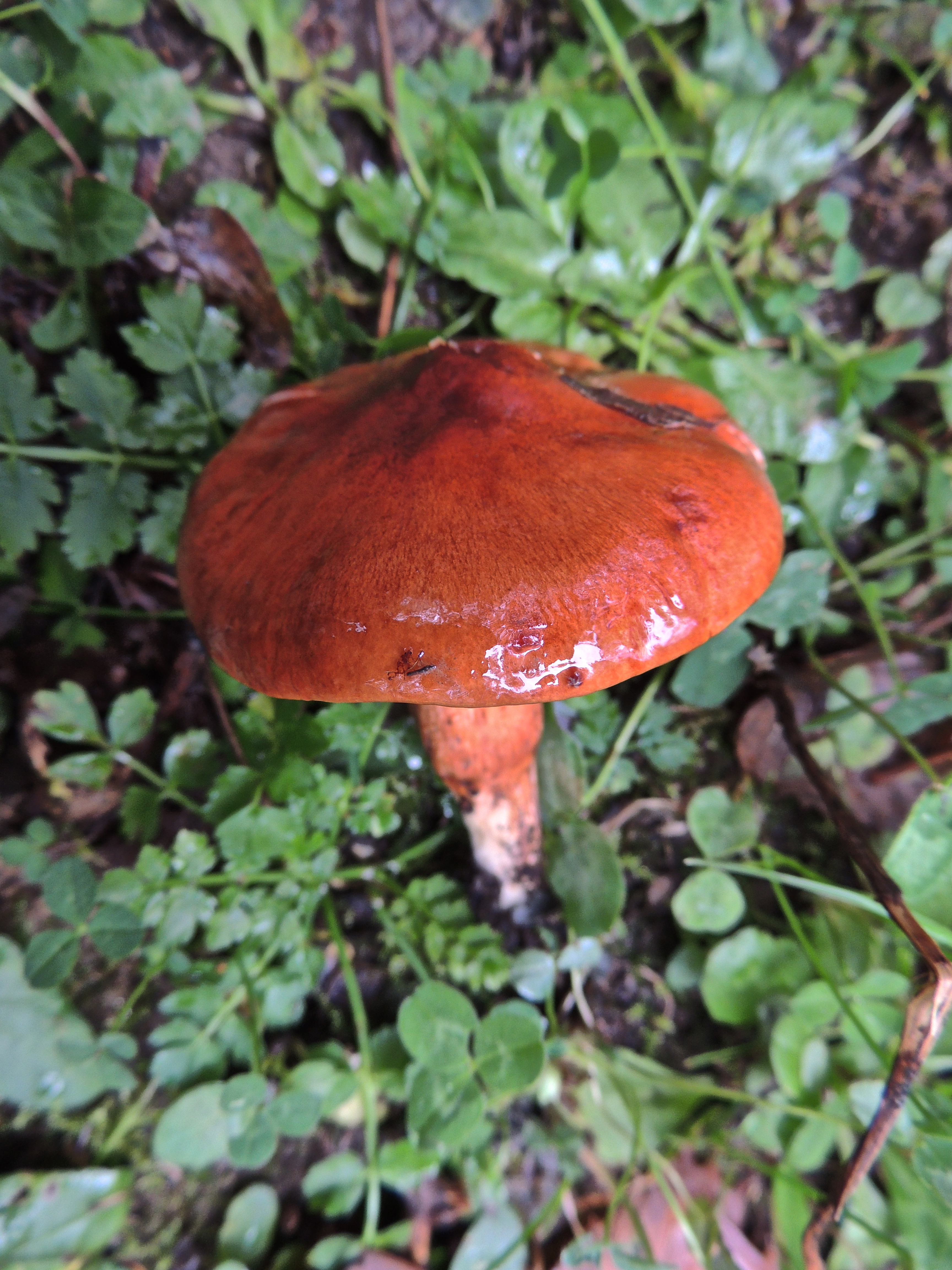

Tricholoma ustaloides Romagn. – gatunek grzybów należący do rzędu pieczarkowców (Agaricales).

## Systematyka i nazewnictwo
Pozycja w klasyfikacji według Index Fungorum: Tricholoma, Tricholomataceae, Agaricales, Agaricomycetidae, Agaricomycetes, Agaricomycotina, Basidiomycota, Fungi.
Po raz pierwszy opisał go w 1954 r. Henri Charles Louis Romagnesi w lasach liściastych we Francji i nadana przez niego nazwa naukowa jest obowiązująca. Synonimy:
- Tricholoma ustaloides var. aurantioides Bon & A. Marchand 1987
- Tricholoma ustaloides var. aurantioides A. Marchand 1986

## Morfologia
Kapelusz
Średnica 2–10 cm, początkowo półkulisty lub szeroko dzwonkowaty z silnie podwiniętym brzegiem, później wypukły z niskim garbkiem, na koniec płaskowypukły. Powierzchnia w stanie wilgotnym kleista, w stanie suchym lepka, gładka lub na środku nieco łuskowata, u starszych okazów często promieniście prążkowana, pomarańczowobrązowa do ciemnoceglastej.
Blaszki
Od 50–90, z blaszeczkami (l=2-5), średnio gęste, przyrośnięte do nieco zbiegających, nieco brzuchate, kremowe, u starszych lub zgniecionych okazów często z ciemnobrązowymi plamami przy brzegu. Ostrza całe, tej samej barwy.
Trzon
Wysokość 3–10 cm, grubość 1–2,5 cm, wrzecionowaty, zwężający się ku górze lub nieco maczugowaty, zakorzeniony, czasami z poszerzoną lub bulwiastą podstawą. Powierzchnia górą gładka, w kierunku podstawy włóknista, rzadko z przylegającymi łuskami, zazwyczaj ciemno różowawa, płowożółta, ciemno ceglasta, zwykle u góry z dość wyraźnymi ceglastymi i ostro odgraniczonymi, prawie gładkimi, białymi i brązowawymi strefami o szerokości do 1 cm.
Miąższ
Biały, pod skórka z brązowawym odcieniem. Zapach po przecięciu mocno mączny, smak mączny i wyraźnie gorzki.
Cechy mikroskopowe
Bazydiospory 4,5–7,5 × 4,5–5,5 µm, Q = 1,1–1,3 µm, elipsoidalne do jajowatych, z wyraźnym, przeważnie elipsoidalnym wyrostkiem wnęki, gładkie, cienkościenne. Podstawki 26,5–41 × 6,5–7,5 µm, wąsko maczugowate, 2-4-zarodnikowe. Cystyd brak. Skórka kapelusza typu ixocutis do ixotrichoderma, złożona z inkrustowanych, cylindrycznych strzępek o szerokości 2,5–5,5 µm z nieco maczugowatymi końcami, osadzonych w żelatynowatej warstwie. Brak sprzążek.
Gatunki podobne
Gąska bukowa (Tricholoma ustale) ma podobny ogólny pokrój i kapelusz żółtawobrązowy do ceglastego, ale raczej jaśniejszy, bardziej żółtawy w kierunku brzegu, a jego powierzchnia jest mniej lepka i mniej kleista. Odróżnia się także łagodnym smakiem i brakiem ostrego odgraniczenia białej strefy na szczycie trzonu. Istnieją też różnice w budowie mikroskopowej. Podaje się występowanie gąski bukowej także w lasach dębowych, ale jest to gatunek częściej związany z bukami. Gąska czerwonobrązowa (Tricholoma batschii) ma dobrze odgraniczoną białą strefę na szczycie trzonu i podobne kolory owocnika, ale różni się posiadaniem cienkiego, ale wyraźnego, błoniastego pierścienia, który jednak u starszych okazów zanika. Gąska czerwonobrązowa związana jest głównie z sosnami, mikroskopowo można ją odróżnić po mniejszych podstawkach.

## Występowanie
Znane jest występowanie Tricholoma ustaloides głównie w Europie, gdzie jest szeroko rozprzestrzeniona. Poza Europą podano niewiele miejsc występowania w Ameryce Północnej, Południowej i Azji. W Polsce po raz pierwszy jego stanowiska podano w 2015 r.
Gąski to naziemne grzyby mykoryzowe tworzące ektomykoryzy z drzewami. T. ustaloides związana jest głównie z dębami, bukami, leszczyną, kasztanami, rzadko grabami. Podano jej występowanie także wśród czystków, jałowców i sosen, ale te stanowiska należy uznać za niepewne, być może źle oznaczono gatunek.